# Marisa Porcel
María Luisa Porcel Montijano (Tarassona, Aragó, 15 de novembre de 1943 - 15 d'agost de 2018) va ser una actriu de cinema, televisió i teatre aragonesa.

## Filmografia

### Cinema
| - Las viudas (1966) - ¡Se armó el belén! (1970) - El jardín de las delicias (1970) - Carta de amor de un asesino (1972) - Un par de zapatos del 32 (1973) - Proceso a Jesús (1973) - Ana y los lobos (1973) - Habla, mudita (1973) - La prima Angélica (1974) - La siesta (1976) - Spanish Fly (1976) - ¿Quién puede matar a un niño? (1976) - La amante perfecta (1976) - El erotismo y la informática (1976) - Más fina que las gallinas (1977) - Parranda (1977) | - Camada negra (1977) - Un hombre llamado Flor de Otoño (1978) - Soldados (1978) - Historia de 'S' (1979) - La enfermera, el marica y el cachondo de Don Pepino (1980) - La guerra de los niños (1980) - La moglie in bianco L'amante al pepe (1980) - La masajista vocacional (1981) - Rocky Carambola (1981) - Los pajaritos (1982) - La mitad del cielo (1986) - El bosque animado (1987) - Soldadito español (1988) - Hermana, pero ¿qué has hecho? (1995) - Casiopea (2000) |

### Televisió
| - El barquito de papel (1963) - El hombre de la palomas blancas (1966) - Tiempo y hora (1966) - El doble (1966) - Historias para no dormir (1966, 1968) - La casa (1968) - Señora ama (1968) - Estudio 1 (1968, 1973, 1979) - La mona y el elefante (1970) - Fábulas (1970) - La bien amada (1970) - Hora once (1970) - 50 años de felicidad (1973) - Oblomov (1974) - Novela (1974) - En la sierra mando yo (1978) - Cañas y barro (1978) - Curro Jiménez (1978) - Los ladrones somos gente honrada (1979) - El español y los siete pecados capitales (1980) - Las de Villadiego (1985) - La comedia musical española (1985) - Turno de noche (1990) - Brigada Central (1990) - La forja de un rebelde (1990) | - La tía de Micky, Rosy Mause (1994) - Baby test (1994) - Los ladrones van a la oficina (1994-1995) - Canguros (1995) - Estamos en obras (1995) - Psicología infantil (1995) - Por fin solos (1995) - Fanny vuelve a casa (1995) - Farmacia de guardia (1995) - Médico de familia (1997-1999) - Noche de Fiesta (1999-2004) - Mentiras piadosas (2001) - Academia de baile Gloria (2001) - La sopa boba (2004) - Aquí no hay quien viva (2005-2006) - Érase un banco en la acera (2005) - Érase una emisora pirata (2006) - Érase un funeral con sorpresa (2006) - La Familia Mata (2007-2009) - Escenas de matrimonio (2007; 2009-2010) - 24 con Pepa y Avelino (2011) - Papanatos (2011) - Aquí nos las den todas (2011) - Noche Sensacional (2011-2012) - La que se avecina (2013) |